# Laohekou
Koordinaten: 32° 24′ N, 111° 46′ O
Die Stadt Laohekou (chinesisch 老河口市, Pinyin Lǎohékǒu Shì) ist eine kreisfreie Stadt in der Provinz Hubei in Zentralchina, die zum Verwaltungsgebiet der bezirksfreien Stadt Xiangyang gehört. Sie hat eine Fläche von 1.049 km² und zählt 482.700 Einwohner (Stand: Ende 2019).